# 石洞沟镇
石洞沟镇，原为石洞沟乡，是中华人民共和国陕西省榆林市定边县下辖的一个乡镇级行政单位。2018年撤乡设镇。区划代码改为610825115。

## 行政区划
石洞沟镇下辖以下地区：
石洞沟村、西堆梁村、邹寨子村、蒙海子村、乔圈梁村、郑寨子村、赵墩村、张寨子村和薛圈村。